# Interlock System
Het Interlock System, of kortweg Interlock, is een regelsysteem voor rollenspellen dat voornamelijk gebruikt wordt in het spel Cyberpunk 2020 en het daarvan afgeleide Cybergeneration, en ook in Teenagers from Outer Space. Ook is het latere Fuzion-regelsysteem er deels op gebaseerd.

## Werking
In het Interlock-systeem hebben karakters zogenaamde statistics (letterlijk: statistieken) en skills (vaardigheden), die beide op een schaal van 0 t/m 10 gemeten worden (hoewel statistics meestal niet lager dan 2 kunnen zijn). Wanneer de uitkomst van een actie een dobbelsteenworp vereist, gooit de speler een tienzijdige dobbelsteen (D10) en telt bij de worp de waarden van de benodigde statistics en skill op. Ook komen er vaak nog andere modifiers bij om de situatie beter weer te geven.
Is de worp gelijk aan, of hoger dan, de task difficulty ("moeilijkheid") van de worp, dan is de worp geslaagd. De spelleider bepaalt aan de hand van de spelregels hoe hoog de task difficulty is voor een worp; 10 is een makkelijke worp, maar 30 is bijna onmogelijk. Gooit de dobbelsteen een 1 voordat er iets bij opgeteld wordt, dan is hij automatisch mislukt ook al is het totaal hoger dan de task difficulty; ook wordt er een worp op een tabel gemaakt om te bepalen hoe erg de poging mislukt. Daar staat tegenover dat, wanneer de dobbelsteen 10 gooit, de speler hem nog een keer mag gooien en deze tweede worp ook bij het totaal op mag tellen.

### Voordelen
Het systeem is redelijk eenvoudig, waardoor het makkelijk te leren is: het is niet meer dan wat getallen optellen en vergelijken met de task difficulty. Dit maakt het ook makkelijk om in te schatten hoe groot de kans is voor een karakter om een bepaalde taak te laten slagen.

### Nadelen
De kans op een automatische mislukking is 1-op-10, wat zelfs hoger dan de 1-op-20 keer van het d20 System (wat al vaak door rollenspelers hierom bekritiseerd wordt). Ook zorgt de manier waarop het systeem is opgezet ervoor, dat sommige taken bijna nooit mislukken, behalve wanneer een 1 gegooid wordt, omdat de waarden van statistic en skill hoog genoeg zijn. Andere taken kunnen bijna onmogelijk slagen, vooral voor karakters met lage waarden in de benodigde statistic en skill.